# Grantiidae
Grantiidae é uma família de esponjas marinhas da ordem Leucosolenida.

## Gêneros
- Amphiute Hanitsch, 1894
- Aphroceras Gray, 1858
- Grantia Fleming, 1828
- Leucandra Haeckel, 1872
- Leucandrilla Borojevic et al., 2000
- Leucettaga Haeckel, 1872
- Sycandra Haeckel, 1872
- Sycodorus Haeckel, 1872
- Sycute Dendy e Row, 1913
- Synute Dendy, 1892
- Teichonopsis Dendy e Row, 1913
- Ute Dendy e Row, 1913